# 446
| [ Edytuj tabelę ] |                           |
| Cesarz Bizancjum  | - 408 Teodozjusz II 450   |
| Król Franków      | - 426 Klodian 447         |
| Władca Guptów     | - 414 Kumaragupta 455     |
| Chan Hunów        | - 434 Attyla 453          |
| Władca Korei      | - 413 Changsu 491         |
| Król Munsteru     | - 431 Nad Froích 453      |
| Papież            | - 440 Leon I 461          |
| Król Persji       | - 439 Jezdegerd II 457    |
| Cesarz Rzymu      | - 425 Walentynian III 455 |
| Król Wandalów     | - 428 Genzeryk 477        |
| Król Wizygotów    | - 419 Teodoryk I 451      |

Rok 446 / CDXLVI
stulecia: IV wiek ~
V wiek ~
VI wiek

lata: 436 «
441 «
442 «
443 «
444 «
445 «
446
» 447
» 448
» 449
» 450
» 451
» 456

## Zmarli
- Fan Ye, chiński historyk.
- Proklos, arcybiskup Konstantynopola.